# Jensen & Jensen
Jensen & Jensen er en dansk action-komedie animationsfilm, der havde premiere den 11. august 2011. Filmen handler om et fremtidigt Danmark, hvor kriminaliteten er så høj, at folk begynder at blive dusørjægere. De to uduelige brødre Jimmy (Mick Øgendahl) og Bjarne Jensen (Nicolas Bro) beslutter sig for at forsøge at tjene penge på denne måde.

## Medvirkende
- Mick Øgendahl – Jimmy Jensen
- Nicolas Bro – Bjarne Jensen
- Jesper Dahl – Ulf
- Jens Jacob Tychsen – Mark/Milo/Paven/Elmer
- Bodil Jørgensen – Fru Jensen
- Christina Sederqvist – Bente
- Rumle Dam-Kristensen – Mikkel
- Puk Scharbau – Brunetta
- Lasse Rimmer – Kong Frederik
- Christine Exner – Dronning Mary
- Kristian Halken - Lange Jan
- Troels Malling - Resort-Receptionist
- Andreas Bo Pedersen - Peter
- Simon Jul Jørgensen - Politiassistent/Chriistianitter
- Brian Lykke - Studievært/Svend